# Турянський Іван
Турянський Іван (нар. 1889 — пом. 1956, або 1966) — адвокат, громадсько-політичний діяч Коломийщини (Галичина) у 1920 — 30-их pp.

## Життєпис
Навчався в Коломийській гімназії, Чернівецькому та Львівському університетах. Замолоду активний співучасник боротьби за український університет у Львові. Після навчання проходив практику у відомого львівського адвоката Степана Федака. Перед війною відкрив власну адвокатську контору в Коломиї. Під час Першої світової війни вступив добровольцем до легіону УСС. Влітку 1915 р. повернувся до Коломиї для вербування добровольців. Брав активну участь у державотворчих процесах у період ЗУНР. У часи польської окупації був адвокатом у Коломиї, брав активну участь у громадському житті міста.
З 1944 року на еміграції в Німеччині і з 1949 — у США, де і помер.